# Tulasnella aggregata
Tulasnella aggregata är en svampart som först beskrevs av Lindsay Shepherd Olive, och fick sitt nu gällande namn av L.S. Olive 1957. Tulasnella aggregata ingår i släktet Tulasnella och familjen Tulasnellaceae.   Inga underarter finns listade i Catalogue of Life.